# ناو کلاس پورتلند
کروزر کلاس پورتلند (به انگلیسی: Portland-class cruiser) یک کلاس از کشتی است.